# 進歩党 (韓国)
進歩党（しんぽとう）は、韓国第一共和国期における革新政党。進歩党事件により解散させられた。

## 概要
李承晩大統領の与党自由党に対抗するため結成された民主党の成立過程で排除された曺奉岩や徐相日及び朴己出などの進歩主義勢力は、民主党とは別個で進歩主義政党を結成することを協議し、1956年1月26日に｢進歩党推進委員会｣を結成した。そして5月に行なわれた大統領選挙には、大統領候補に曺奉岩、副大統領候補に朴己出を擁立して選挙戦を戦った。選挙戦中盤、李承晩政権に対して批判的な国民からの強い支持を集めていた申翼熙民主党大統領候補が5月5日に急死したことをうけ、野党候補一本化のために朴己出副大統領候補が立候補を辞退し、曺奉岩大統領候補のみで選挙戦を戦うことになった。選挙の結果、曺奉岩は李承晩の意を受けた官憲によるあらゆる弾圧と不正にもかかわらず、前回の大統領選挙時より、3倍近い216万票を獲得、当選した李承晩に継ぐ次点となった。
その後、徐相日系が組織上の意見対立で離脱したため、曺奉岩系のみで1956年11月10日に結党式を行ない進歩党を正式に結成した。そして委員長に曺奉岩、幹事長に尹吉重を選出した。
進歩党の基本路線として「わが党は労働者、農民を中心に進歩的インテリ、中小商工業者、良心的な宗教人ら、広範な勤労大衆の政治的な結集体であり、国民大衆の利益実現のために戦う」事を掲げ、3大綱領として
1. 責任ある革新政治
2. 収奪の無い計画経済
3. 民主的平和統一

を採択した。綱領3番目の「南北朝鮮の平和統一」の具体的な方法として国際連合の監視下に南北朝鮮総選挙を主張したが、北朝鮮の主張（中立国監視委員会の監視下での総選挙）と同じ主張という疑心を受けた。
参加した党員にもマルクス主義者は少なく左翼ナショナリストが多数であった。しかし、李承晩大統領はもちろん、保守系の野党からも警戒の目で見られ、1958年1月1日に曺奉岩など幹部がスパイ接触の嫌疑で拘束された（進歩党事件。曺奉岩は翌1959年に処刑）後、2月25日に政党登録が取り消しされたことで解体された。